# Phyllis Hines
Phyllis Hines (Nashville, 23 de setembre de 1961) va ser una ciclista nord-americana guanyadora de dues medalles als Campionat del món en ruta. També es proclamà campiona nacional en contrarellotge.

## Palmarès
- 1986
  - 1a al Tour de l'Aude i vencedora d'una etapa
- 1988
  -  Campiona dels Estats Units en contrarellotge
  - 1a a la Cascade Cycling Classic
- 1990
  - Vencedora d'una etapa a la Women's Challenge
- 1995
  - 1a al Tour de Toona i vencedora d'una etapa